# Bazilika San Pietro in Ciel d'Oro
Bazilika San Pietro in Ciel d'Oro ("bazilika svetega Petra v zlatem nebu") je rimokatoliška bazilika minor  (in nekdanja stolnica) avguštincev v Pavii, v Italiji, v deželi Lombardija. Njeno ime se nanaša na mozaik iz pozlačenih steklenih kock, ki krasi zgornji del apside, ki je bila zgrajena na mestu, kjer je bil pokopan Boetij, rimski filozof, ki ga je ostrogotski kralj Teoderik ubil leta 525. Navadna zunanjost je iz opeke, s peščenjakovimi vogalnimi kamni in okni. Tlakovanje cerkvenih tal je zdaj nižja od sodobne ravni ulici Piazza San Pietro in Ciel d'Oro, ki leži pred fasado.

## Zgodovina
Cerkev svetega Petra je zabeležena v Pavii v letu 604. Obnovil jo je Liutprand, langobardski kralj (ki je tukaj pokopan) med letoma 720 in 725. To romansko cerkev je posvetil papež Inocenc II. leta 1132.
Cerkev je počivališče posmrtnih ostankov Avguština iz Hipona, ki je umrl leta 430 v svoji domači škofiji Hippo Regius (danes Annaba v Alžiriji) in je bil pokopan v tamkajšnji stolnici v času Vandalov. Po Bedejevi True Martyrology, so ostanke katoliški škofje, ki  jih je arjanski Vandali Huneric izgnal iz severne Afrike, prenesli v Cagliari na Sardiniji. Bede tudi pravi, da je ostanke pozneje odkupil iz rok Saracenov Peter, škof v Pavii in stric langobardskega kralja Liutpranda in jih pokopal v cerkvi svetega Petra okoli leta 720.
V januarju 1327 je papež Janez XXII. izdal papeško bulo Veneranda Sanctorum Patrum, v kateri je imenoval Avguštince za varuhe Avguštinovega groba (Arca di Sant'Agostino), ki je bil predelan leta 1362 in dovršeno sklesan z bas-reliefi s prizori iz Avguštinovega življenja. Dejanski Avguštinovi ostanki pa niso več identificirani. Potem, ko so nepismeni kamnoseki delali oltar v kripti, so odstranili tlakovce in odkrili marmorni boks. V njem je bil drug boks; v tretjem boksu so drobci lesa, številne kosti in fragmenti kosti in steklene stekleničke. Nekateri delavci so kasneje trdili, da so videli ime "Augustine" napisano z ogljem na vrhu boksa. Dejavnik, ki otežuje preverjanje pristnosti ostankov je bil, da si San Pietro in Ciel d'Oro delita dva rivalska avguštinska verska redova. Polemike o verodostojnosti kosti so napolnile več brošur in knjig in ostre napade.
Avguštinci so bili izgnani leta 1700, pri čemer so se zatekli v Milano z Avguštinovimi relikvijami in razstavili Arca, ki je bila iz stolnice odstranjena. Dotedanja stolnica v Pavii je zapadla v slabo stanje v času vojaške Napoleonove okupacije. Ni bila rekonstruirana do 1870-ih, po pozivu Agostino Gaetano Riboldija, poznejšega kardinala Riboldija in ponovno posvečena leta 1896, ko so Avguštinove relikvije in svetišče ponovno namestili.
Poleg grobnic Liutpranda in Avguština, San Pietro v Ciel d'Oro vsebuje tudi Boetijevo grobnico, katerega besedilo O utehi filozofije je pogosto navedeno kot zadnja literarna produkciji v pozni antiki. Dante omenja Boetijev grob v San Pietro v Raju, canto X:
Lo corpo ond’ella fu cacciata giace/
giuso in Cieldauro; ed essa da martiro/
e da essilio venne a questa pace
Eno poglavje v Boccacciovem Dekameronu (deseti dan, deveta novela) poteka v baziliki, kjer je razkošna Toreloa postelja, na kateri trdno spi, in se čudežno prevaža v San Pietro v Ciel d'Oro, kjer ga menih odkrije naslednje jutro po nočni liturgiji.

## Arhitektura
Lombardska prvotna cerkev je skrita pod romansko obnovo. San Pietro in Ciel d'Oro je predstavljen, kot tudi mnoge druge cerkve v Pavii kot stavba iz opeke, s tremi ladjami, s prečno ladjo, apsido in kripto.
Fasada je prekinjena z dvema zunanjima opornikoma, ki jo delita na tri dele, ki ustrezajo notranjim ladjam; desni oporniki so bolj pogosti, tu je stopnišče, ki omogoča dostop do strehe. Na vrhu je okronana s slepo ložo in vzorcem prepletenih lokov. Peščenjak je uporabljen samo za najpomembnejše dele, kot so portal, okna in okulusi. Vzdolž opornikov lahko vidimo sledove starega narteksa ali morda portika, ki je bil pred vhodom v cerkev.
Notranjost zaznamuje pet obočnih pol. Ladje so različno široke, stebri manj vitki, zaporedje stebrov je približno enako, ni ženske galerije. Od drugega do petega oboka se raztezajo prečni oboki; prvi, najvišji, deluje kot notranji atrij (narteks) ali celo slepi transept in je pokrit s sodastim obokom. Ima tudi statično funkcijo, saj služi kot podpora fasadi. Drugačen vzorec se vidi tudi navzven. Obok v ladji je bil obnovljen leta 1487 pod vodstvom Jacquesa de Candia. Prvi dve poli v levi ladji sta okrašeni z zanimivimi freskami. Po slavoloku se odpre transept, ki ne štrli iz glavnega telesa, meri v globino treh ladij. Ladje so zaprte na vzhod z apsido okrašeno na zunanji strani s slepo ložo, podobno kot na fasadi, kot je to običajno v romanski arhitekturi; srednja, večji od drugih dveh, je okrašena z Loverinijevo fresko (1900), ki združuje star mozaik, uničen leta 1796. Na stičišču ladje in transepta pa se dviga osmerokotna kupola, zunaj obdana z lanterno iz terakote.
Kripta, obnovljena med rekonstrukcijo v devetnajstem stoletju, zaseda prostor v prezbiteriju in koru in je povezana z glavno ladjo s stopnicami z dveh strani; zaprta na vzhod z apsido, je razdeljena na pet obočnih pol s štiriindvajsetimi stebri, ki podpirajo oboke.
Iz leve ladje vodi prehod v novo zakristijo, velik in zračen pravokotni prostor v renesančnem slogu, s poslikanim obokom.
Prezbiterij, pred korom, vsebuje Arca di Sant'Agostino, mojstrovino iz marmorja iz štirinajstega stoletja, delo mojstrov iz Coma. To gotsko delo je razdeljeno v tri skupine: bazo, ki vsebuje žaro z ostanki svetnika; srednji del, odprt, s kipom sv. Avguština in zgornji del, pokrov ki počiva na stebrih in je kronan s trikotnimi zatrepom. Celotno delo je okrašena z več kot 150 kipi, ki prikazujejo angele, svetnike in škofe in plošče z življenjem svetnika.